# Borysy (obwód brzeski)
Borysy (biał. Барысы, Barysy, ros. Борисы, Borisy) – wieś na Białorusi, w obwodzie brzeskim, w rejonie brzeskim, w sielsowiecie Domaczewo.
Miejscowość położona na południe od Domaczewa, niedaleko rzeki Bug i granicy z Polską, naprzeciwko polskiej miejscowości Kuzawka.

## Historia
W XIX w. wieś znajdowała się w gminie Domaczewo w powiecie brzeskim guberni grodzieńskiej.
W okresie międzywojennym Borysy należały do gminy Domaczewo w powiecie brzeskim województwa poleskiego. Według spisu powszechnego z 1921 r. był to przysiółek liczący ogółem 19 domów. Mieszkało tu 114 osób: 50 mężczyzn, 64 kobiety. Wszyscy mieszkańcy byli prawosławni i wszyscy deklarowali narodowość białoruską.
Po II wojnie światowej w granicach ZSRR i od 1991 r. w niepodległej Białorusi.